# 美国州份
美国州份（英語：U.S. state），又譯美國州，指的是與美國聯邦政府共享主權的一類政治實體，這樣的實體在美國共有50個。每個州都實行不同的法律制度，宛若一個半獨立的小國，但也必須遵行《聯邦憲法》並維護美國統一。
由於各政治實體的主權與聯邦政府共享，因此一個美國人的身分，可以同時是聯邦的公民及其戶籍州的州籍居民。根據協定，各州民眾的戶籍與居住地在聯邦內是可更動的，而且在州與州之間搬遷不需要經過政府同意，但是各地的法律是由該州規定，所有受到特定法庭命令限制的人（例如假釋犯或離婚伴侶共享監護權的兒童等）除外。
美國憲法除了賦予了聯邦政府特定的權力，也對聯邦和各州政府設下權力範圍限制。州政府的權力是由各州人民透過該州自有的憲法賦予。各州同時認可美國憲法，因此其部分的主權被轉移給了聯邦政府，也就形成由50個共享主權的小國家形成的國家，即美國。另外關於未規定的部分，根據第十修正案的解釋，「憲法未授予合眾國也未禁止各州行使的權力，由各州各自或由人民保留。」以此形式授權來進行地方的自治。
各州又劃分出不同的郡或同等地位行政區（county-equivalent），其中可能有各自的政府單位，由於組成美國的各個州之間的法律不一樣，所以聯邦裡面不同州的郡或同等地位行政區架構組織不盡相同。州的名稱方面，因為不是美國的下屬單位，而是一個半自主的獨立实体，因此也會有自己不同的稱號，肯塔基、麻薩諸塞、賓夕法尼亞和維吉尼亞在其官方名稱中就使用了「邦」（Commonwealth）而非「州」（State）。
歷史上來說，州政府在自己的領土之內主要責任範圍包括公眾安全（犯罪控制）、公眾教育、健康醫療、交通運輸和基礎建設等，但許多上述的項目現在都受到聯邦政府的資金補助和管理（主要是依據美國憲法中商業條款、稅收與支出條款和必要和適當條款）。
由於美國憲法經過多次修訂，其中各條款的解釋與應用也有所改變，主要的原則朝向中央化和合併進行，因此聯邦政府的角色漸漸變得比以前更加重要。對於各州的權限方面一直有著許多爭論，包括各州與聯邦政府之間的權力和主權關係，以及每個人各自的權力等。對於各州權限的爭論也曾是美國南北戰爭的導火線之一。
美國國會有權核准新的州在與其他各州平等的基礎下加入聯邦，最近一次的核准是1959年加入的阿拉斯加與夏威夷。美國憲法中没有提及各州是否有單方面從聯邦脫離或分裂聯邦的權力，但在南北戰爭後，美国最高法院已裁定分裂行為違憲，意即必要情況下聯邦應該採取某種形式維護憲法。

## 州份列表
| - AL 亚拉巴马州 - AK 阿拉斯加州 - AZ 亚利桑那州 - AR 阿肯色州 - CA 加利福尼亚州 - CO 科罗拉多州 - CT 康涅狄格州 - DE 特拉华州 - FL 佛罗里达州 - GA 喬治亞州 | - HI 夏威夷州 - IA - ID 爱达荷州 - IL 伊利诺伊州 - IN 印第安纳州 - KS 堪萨斯州 - KY 肯塔基州 - LA 路易斯安那州 - ME 缅因州 - MD 马里兰州 | - MA 马萨诸塞州 - MI 密西根州 - MN 明尼苏达州 - MS 密西西比州 - MO 密苏里州 - MT 蒙大拿州 - NE 内布拉斯加州 - NV 内华达州 - NH 新罕布什尔州 - NJ 新泽西州 | - NM 新墨西哥州 - NY 纽约州 - NC 北卡罗来纳州 - ND 北达科他州 - OH 俄亥俄州 - OK 奧克拉荷馬州 - OR 俄勒冈州 - PA 宾夕法尼亚州 - RI 罗得岛州 - SC 南卡罗来纳州 | - SD 南达科他州 - TN 田纳西州 - TX 德克萨斯州 - UT 犹他州 - VT 佛蒙特州 - VA - WA 华盛顿州 - WV 西弗吉尼亚州 - WI 威斯康星州 - WY 怀俄明州 |

## 外部連結
- 各州相關資料（UCB Libraries GovPubs）（英文）
- 來自美國國會圖書館的各州資源指南 （页面存档备份，存于）（英文）
- 各州面積、人口、人口密度和更多資料的表格（依居住人口排序）（英文）
- 各州面積、人口、人口密度和更多資料的表格（依首字字母排序）（英文）
- 各州和領地政府網頁 （页面存档备份，存于）（USA.gov）（英文）
- StateMaster – 美國各州數據資料庫（英文）
- 美國各州比較、排名、人口結構（英文）
- 美國經濟分析局（BEA）的各州資料 （页面存档备份，存于）（英文）
- 各州收入、債務、GDP （页面存档备份，存于）（usgovernmentrevenue.com）（英文）